# Xenoscapa uliginosa
Xenoscapa uliginosa är en irisväxtart som beskrevs av Peter Goldblatt och John Charles Manning. Xenoscapa uliginosa ingår i släktet Xenoscapa och familjen irisväxter. Inga underarter finns listade i Catalogue of Life.